# Sant Martí de Nagol
Sant Martí de Nagol és una església romànica del segle xi al lloc de Nagol en la parròquia andorrana de Sant Julià de Lòria, declarada Bé d'interès cultural. Destaca per la seva situació encastada dins una penya pel lateral nord de la nau i amb un penya-segat que cau per la banda sud.

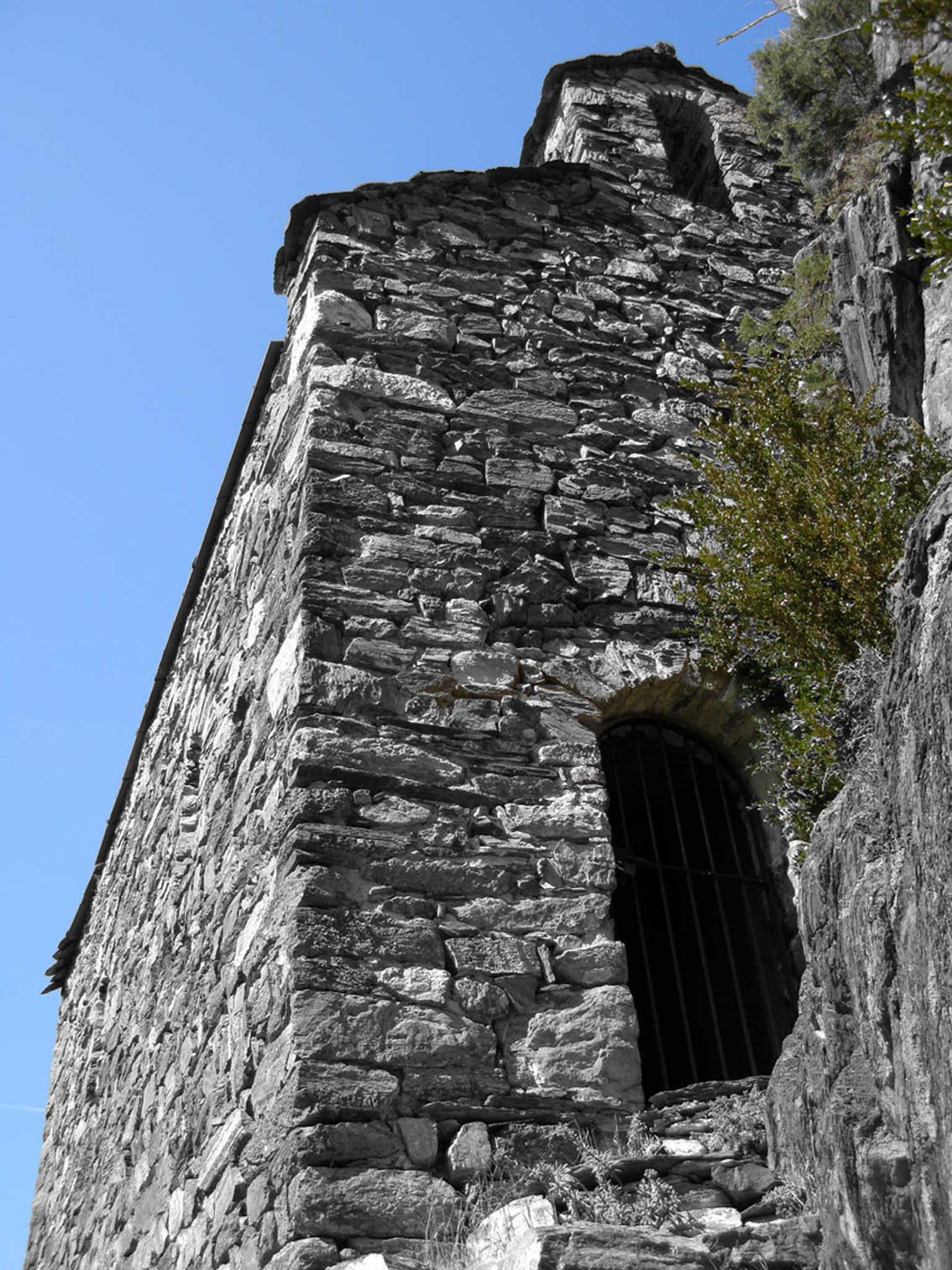
Porta d'entrada

Està documentada el 7 de maig de 1048 en una donació a Santa Maria d'Urgell. L'edifici original es va construir amb pedres arrancades de la mateixa penya i unides amb morter de calç. La seva posició és estratègica dominant l'entrada a la vall de Sant Julià. S'hi accedeix des de Nagol per un camí de 20 minuts a peu.
Al segle xx es va restaurar, ja que es trobava en ruïna conservant-se els murs laterals i l'absis. El mur de la façana, amb la porta i campanar d'espadanya d'un sol forat, està reconstruït sense tenir documentació sobre l'arquitectura original.
La planta és rectangular i irregular amb una orientació condicionada pel terreny. Només es pot accedir pel costat est, on és la porta, i l'absis és a l'oest en contra del que és habitual.
L'absis és semicircular cobert amb una volta de quart d'esfera i amb lloses de llicorella. En el centre s'obre una finestra.
A l'interior, el presbiteri és estret i realçat. Està cobert amb una volta de canó que acaba a cada banda amb unes fornícules cobertes amb volta de quart d'esfera.